# Orachyé
Orachyé (en macédonien Орашје ; en albanais Orashja) est un village du nord-ouest de la Macédoine du Nord, situé dans la municipalité de Yégounovtsé. Le village comptait 1084 habitants en 2002.

## Démographie
Lors du recensement de 2002, le village comptait :
- Albanais : 1 078
- Bosniaques : 1
- Autres : 5